# Martín Anza
Martín Anza Ortiz (27 settembre 1941) è un ex cestista portoricano.

## Carriera
Con Porto Rico ha disputato i Giochi olimpici di Tokyo 1964.